# Hans Burchard
Hans Burchard (* 17. August 1959 in Hamburg) ist ein deutscher Ozeanograph und Hochschullehrer.

## Leben
Hans Burchard wurde 1959 als Sohn des Mediziners Johann Maximilian Burchard und Elisabeth Fräckem in Hamburg geboren. Sein Urgroßvater war Johann Heinrich Burchard. In seiner Jugend war Burchard im Sport aktiv, so belegte er für die LG Wedel-Pinneberg in den Deutschen Hallenmeisterschaften 1988 den dritten Platz im Hallenhochsprung und stellte 1985 mit 2,22 m den noch heute (Stand Juli 2025) gültigen Landesrekord im Hochsprung für Schleswig-Holstein auf. Nach dem Abitur, welches er 1978 in Kaltenkirchen ablegte, nahm er an der Universität Kiel ein Studium für das Lehramt Mathematik und Sport auf, welches er 1984 mit dem ersten Staatsexamen für das höhere Lehramt an Gymnasien und nach dem Referendariat in Elmshorn 1987 mit dem 2. Staatsexamen absolvierte. Im Anschluss war er bis 1989 Lehrer auf Büsum. 1989 nahm er ein Studium der angewandten Mathematik an der Universität Hamburg auf, welches er 1992 als Diplom-Mathematiker beendete. Nach Forschungstätigkeit an der Universität Hamburg promovierte Burchard dort 1995 mit einer Arbeit über Turbulenzmodellierung mit Anwendungen auf thermische Deckschichten im Meer und Strömungen in Wattengebieten zum Dr. rer. nat und war anschließend als Forschungsassistent am International Centre for Computational Hydrodynamics in Horsholm tätig. 1996 nahm er dann Forschungstätigkeiten am Space Applications Institute, Joint Research Centre of the European Communities in Ispra auf und war ab 1999 Gastwissenschaftler am Institut für Ozeanographie der Universität Hamburg, wo er sich 2001 auch mit einer Arbeit zu Applied turbulence modelling in marine waters habilitierte, wobei er durch ein Stipendium der DFG gefördert wurde. 2002 erfolgte der Ruf an die Universität Rostock, wo er seit dem Professor für Physikalische Ozeanographie am An-Institut für Ostseeforschung in Warnemünde ist und eine Arbeitsgruppe für Prozesse in Ästuaren und Küstenmeeren leitet. 2008 war er für vier Monate Gastprofessor an der School of Ocean Sciences der Universität Bangor und 2011 für drei Monate Gastprofessor der Woods Hole Oceanographic Institution.
Burchard hat einen h-Index von 50 (Stand Oktober 2021) und zahlreiche Publikationen. Sein Forschungsschwerpunkt seiner Arbeitsgruppe liegt dabei unter anderem auf der Modellierung von Transport- und Sedimentdynamischen Prozessen in Küstenozeanen und Ästuaren, nutzt aber auch analytische Theorien und Feldmessungen. Er ist einer der Hauptentwickler des General Ocean Turbulence Model (GOTM) und des General Estuarine Transport Model (GETM).
Für seine Dissertation wurde Burchard mit einem Preis für die beste Dissertation der Fakultät ausgezeichnet. Zudem wurde er mit dem Alexander-von-Humboldt-Preis der National Belgian Research Foundation  (Fonts National de la Recherche Scientifique)  ausgezeichnet. 2013 bis 2018 war Buchard Honorary Professor der Universität Arhus und 2019 erhielt er den Georg-Wüst-Preis der Deutschen Gesellschaft für Meeresforschung.

## Schriften (Auswahl)

### Bücher
- H. Burchard: Applied turbulence modelling in marine waters. (= Lecture Notes in Earth Sciences. vol. 100). Habilitation. Springer, Berlin / Heidelberg / New York 2002, ISBN 3-540-43795-9.

### Buchkapitel
- H. Yamazaki, H. Burchard, K. L. Denman, T. Nagai: One-dimensional models. In: J. H. Steele, S. A. Thorpe, K. T. Turekian: Encyclopaedia of Ocean Sciences. Elsevier, 2009, S. 208–217.

- L. Umlauf, H. Burchard: A generic transport equation for the length scale in turbulent flows. In: H. Baumert, J. H. Simpson, J. Sündermann (Hrsg.): Marine Turbulence: Theories, Observations and Models. Cambridge University Press, Cambridge 2005, ISBN 0-521-15372-7, S. 188–196.

- M. R. Villarreal, K. Bolding, H. Burchard, E. Demirov: Coupling of the GOTM turbulence module to some three-dimensional ocean models. In: H. Z. Baumert, J. H. Simpson, J. Sündermann (Hrsg.): Marine Turbulence: Theories, Observations and Models. Cambridge University Press, Cambridge 2005, ISBN 0-521-15372-7, S. 225–237.

### Zeitschriftenartikel
- L. Umlauf, H. Burchard: A generic length-scale equation for geophysical turbulence models. In: J. Mar. Res. Band 61, 2003, S. 235–265.

- L. Umlauf, H. Burchard: Second-order turbulence closure models for geophysical boundary layers. A review of recent work. In: Cont. Shelf Res. Band 25, 2005, S. 795–827.

- H. Burchard, K. Bolding, M. R. Villarreal: GOTM, a general ocean turbulence model. Theory, implementation and test cases. European Commission, Report EUR 18745, 1999, OCLC 248760206.